# グスタフ・ラッデ

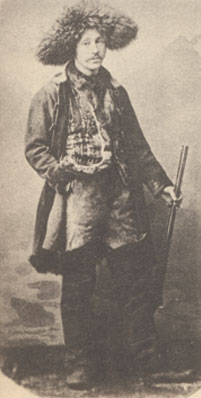
グスタフ・ラッデ

グスタフ・フェルディナント・リヒャルト・ラッデ（Gustav Ferdinand Richard Radde。1831年11月27日 - 1903年3月3日）は、ドイツの博物学者、探検家である。

## 生涯
ダンツィヒ（現ポーランド・グダニスク）で教師の息子として生まれ、正式な教育は少ししか受けなかったが薬剤師として働き始めた。博物学に興味を持ち始め、1852年に薬剤師をやめ、ロシアの植物学者クリスチアン・フォン・ステフェンとともに2年間、クリミア地方で植物や動物の採集を行った。さらにヨハン・フリードリヒ・フォン・ブラント、カール・エルンスト・フォン・ベーアらとともに南ロシアを探検した。1855年に天文学者ルートヴィッヒ・シュヴァルツの率いた東シベリア探検に、植物学者兼動物学者として参加した。
1864年にトビリシに住むようになり、同年、コーカサス山脈および西旧北区の最高峰であるエルブルス山周辺の地域を探検し、多くの植物を採集すると同時に、現地の住民の言語、民謡、習慣を記録した。トビリシに博物館（コーカサス博物館）と収蔵庫を設立し、収集物を展示した。さらに黒海沿岸、カスピ海、現トルクメニスタンのアシガバートまで探検を行った。1890年代には、ロシア大公アレクサンドル・ミハイロヴィチにしたがって、地中海や、インド、日本などアジア各地を航海し、北アフリカにもロシア皇室とともに訪れた。後にトビリシ市議会のメンバーとなった。
1884年にはウィーンで開かれた国際鳥類学会の議長を務め、イギリス鳥学会やロンドン動物学会の名誉会員に選ばれた。ラッデに献名された動物にはカラフトムジセッカ（Phylloscopus schwarzi, Radde’s Warbler）、コーカサスイワヒバリ（Prunella ocularis, Radde’s Accentor）、アルメニアクサリヘビ（Vipera raddei）、モンゴルヒキガエル（Pseudepidalea raddei）が含まれる。ラッデが採集したザバイカルおよびアムール産の標本はロシア科学アカデミーのロシア科学アカデミー動物学研究所動物学博物館に、コーカサスとザカスピ産の標本はトビリシのグルジア国立博物館に保存されている。
1889年、ラッデは、長年にわたる科学的地理学への貢献に対して、王立地理学会から金メダルを贈られた。

## 著書
- Reisen im Süden von Ost-Sibirien in den Jahren 1855-59 (“Travels in the south of eastern Siberia during the years 1855-59,” 1862–1863)
- Vier Vorträge über den Kaukasus (“Four essays on the Caucasus,” 1874)
- Die Chews'uren und ihr Land (“The Chews'uren and their land,” 1878)
- Ornis Caucasica. Die Vogelwelt des Kaukasus (“Ornis Caucasica. The world of birds in the Caucasus,” 1884) at archive.org
- Das Ostufer des Pontus (“The east bank of the Pontus,” 1894)
- Die Sammlungen des kaukasischen Museums (“The collections of the Caucasus Museum,” 1900 et seq.)
- 1892年にロシア語でアレクサンドル大公の航海についての記録を執筆した